# Tjukarska reka
Tjukarska reka, och Tjakărlijka, (bulgariska: Чукарска река, Чакърлийка) är ett vattendrag i Bulgarien.   Det ligger i regionen Burgas, i den östra delen av landet, 300 km öster om huvudstaden Sofia.